# Вадлинг, Фредди
Фредди Вадлинг (полное имя: швед. Berndt Arvid Freddie Wadling (2 августа 1951, Гётеборг, Швеция — 2 июня 2016, Швеция) — шведский певец и актёр, чья 30-летняя музыкальная карьера варьировалась от панка до классических баллад.

## Сольная карьера
Был успешным сольным музыкантом, выпустив большое количество альбомов; он записывал песни Джона Дауленда с Forge Players в 1998 году, а также очень известные и высоко оценённые критиками «En skiva till kaffet» (1999) и «Jag är monstret» (2005). Последний альбом также содержал записи совместных работ с Томасом Эбергом (Thomas Öberg), Пером Гессле и Томасом Андерссоном Вийем. Он также записывал музыку к фильмам вместе с Магне Фурухольменом и Kjetil Bjerkestrand.
В 2005 году он был награждён призом Корнелиса Вресвика.
Среди его работ — альбом «With a Licence to Kill» (2011), на котором записаны каверы песен к фильмам о Джеймсе Бонде. Этот альбом достиг 12 места в чарте шведских альбомов. В 2016 году он выпустил «Efter Regnet», который достиг 7 позиции в том же чарте.
Скончался всего за несколько дней до того, как должен был отправиться в Готланд для участия в шоу «Så mycket bättre» на шведском телеканале TV4.

## В различных группах
Играл на бас гитаре в различных группах в 1970-е и в начале 1980-х годов. Одна из известных групп — Liket Lever. В начале 1980-х годов вошёл в состав культовой группы Cortex. В этот период Cortex выпустила альбом «Spinal Injuries» (1981). Песня «The Freaks», исполняемая Фредди Вадлингом стала знаковой в его карьере и вошла в саундтрек к шведскому фильму «Виват, король!». Вадлинг также играл в группах Straitjacket и Leather Nun. Кроме того, его творчество привлекло внимание во время работы с группой Fleshquartet. Вадлинг также играл с группой Kingdom of Evol.

## В группе Blue for Two
В 1980-90-х он был вокалистом в шведской альтернативной поп-рок группе Blue for Two. Дуэт образовался в Гётеборге в 1984 году и состоял из Вадлинга (вокал) и Хенрика Липпа (автор песен и синтезатор). Группа стала одной из главных на шведской альтернативной сцене в 1980-х. Они выпустили несколько альбомов, включая «Blue for Two» (1986), «Songs from a Pale and Bitter Moon» (1988), «Search & Enjoy» (1992), «Earbound» (1994) и «Moments» (1997). На свои живые концерты они часто приглашали гитариста группы Sator Чипса Кисбая. Blue for Two вернулись на сцену в 2012 году и выпустили альбом «Tune the Piano and Hand Me a Razor», который достиг 18 строчки в шведском чарте альбомов.

## Дискография

### Альбомы
Сольные альбомы
- 1989: Something Wicked This Way Comes
- 1991: Picnic on a Frozen River (коллекционный альбом + демоверсии)
- 1991: The Dice Man (коллекционный альбом)
- 1997: A Soft-Hearted Killer Collection (коллекционный альбом)
- 1999: En skiva till kaffet
- 2000: Skillingtryck och mordballader
- 2005: Jag är monstret
- 2009: Den mörka blomman / The dark flower
- 2011: With a Licence to Kill (#12 в шведском чарте альбомов)
- 2016: Efter Regnet (#7 в шведском чарте альбомов)